# Komparzów
Komparzów (do 31.12.2012 Kąparzów) – wieś w Polsce położona w województwie świętokrzyskim, w powiecie włoszczowskim, w gminie Kluczewsko.
W latach 1975–1998 miejscowość administracyjnie należała do województwa piotrkowskiego.
Przez miejscowość przepływa struga Brzozówka, dopływ Pilicy.
Spis powszechny z 1921 podaje, że miejscowość Kąparzów (pisownia oryginalna) jest wsią, w której znajdują się 33 domy oraz 1 budynek zamiszkały innego typu. Liczba ludności wynosi 234 (mężczyźni: 115, kobiety: 119), wszyscy mieszkańcy są narodowości polskiej oraz wyznania rzymskokatolickiego.